# Golzern
Golzern ist ein Gemeindeteil der sächsischen Stadt Grimma im Landkreis Leipzig.

## Geografie
Golzern liegt etwa 4 Kilometer nordöstlich von Grimma, im Seitental eines nach Westen der Vereinigten Mulde zufließenden Baches. Nördlich von Golzern verläuft die Bundesautobahn 14, die nächstgelegenen Anschlussstellen sind Grimma und Mutzschen.
Nachbarorte von Golzern sind Nerchau und Schmorditz im Norden, Würschwitz im Nordosten, Deditz im Osten, Pöhsig, Haubitz und Bröhsen im Südosten, Grechwitz und Döben im Südwesten sowie Bahren im Nordwesten.

## Geschichte

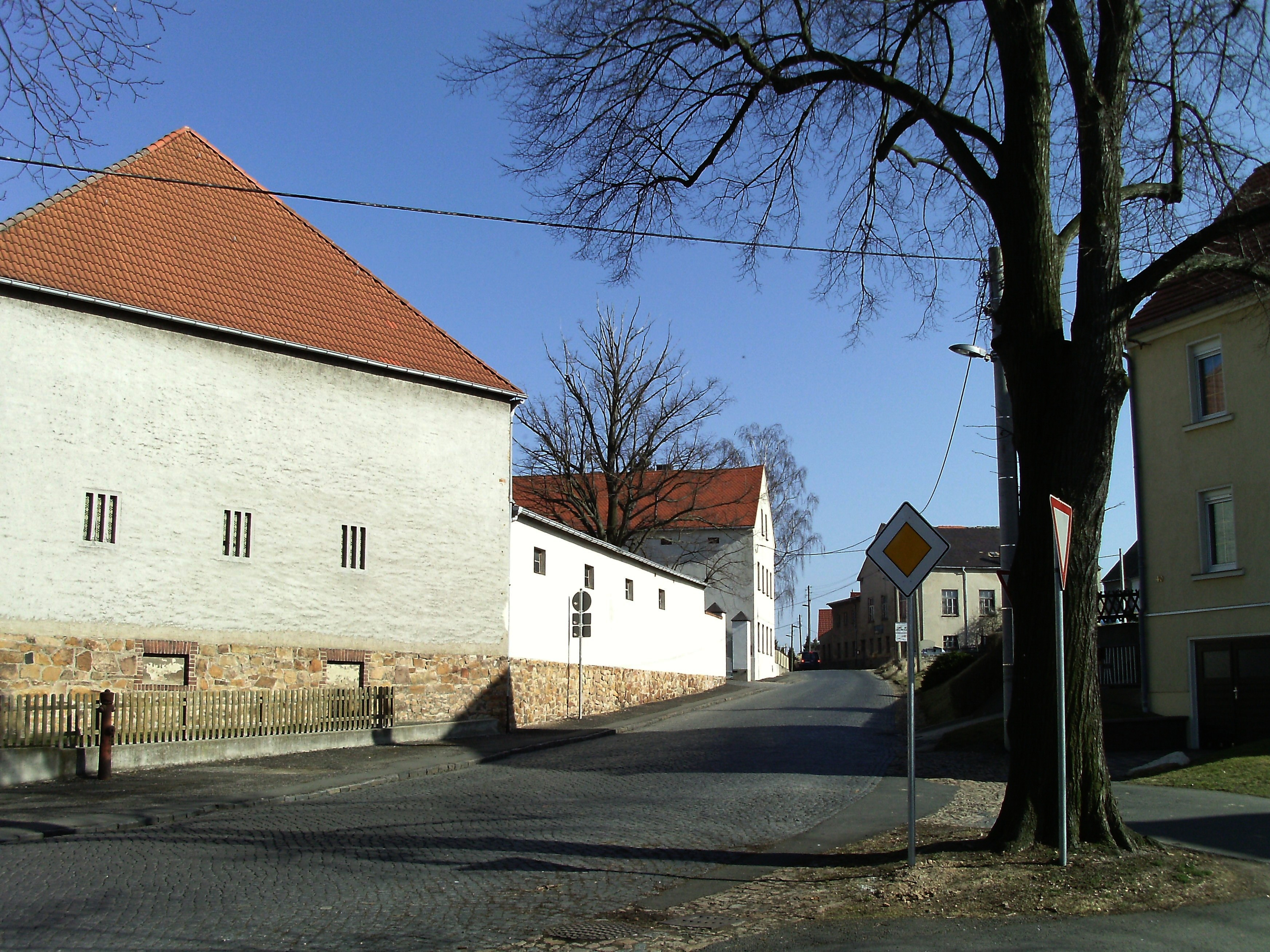
Bergstraße in Golzern

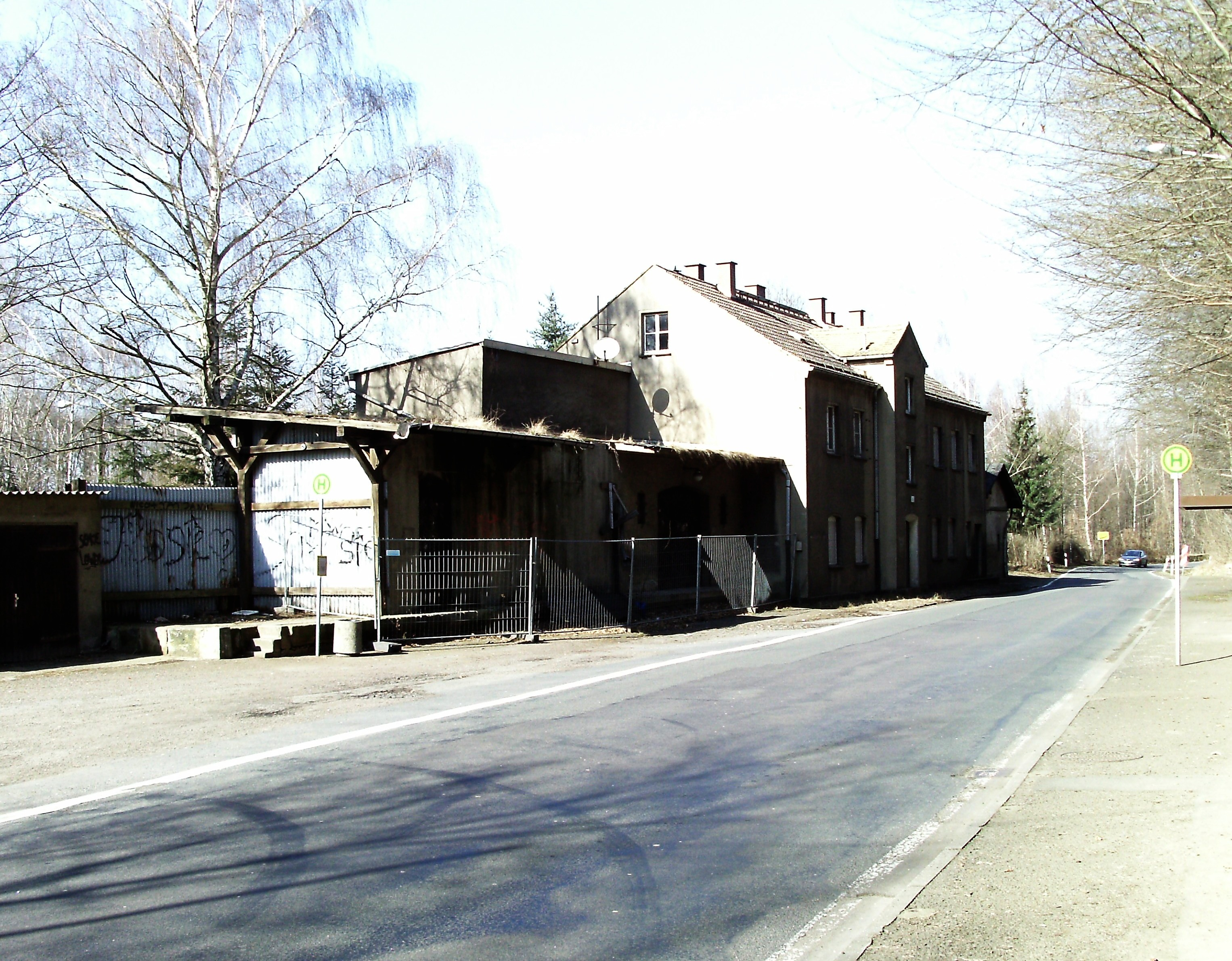
Ehemaliges Bahnhofsgebäude

Die erste belegte Ortsnamenform datiert von 1350 als Golczhorn. 1490 wird erstmals eine Getreidemühle an der Mulde erwähnt. Später wurde diese um eine Öl- und Sägemühle erweitert, hinzu kam noch eine Kartoffel-Branntweinbrennerei.
August Schumann nannte 1816 im Staats-, Post- und Zeitungslexikon von Sachsen Golzern betreffend u. a.:
„[…] östl. von Grimma, an der Straße nach Oschatz gelegen. Es hat 96 Einwohner, welche 8 ½ Hufen, 27 Pferde. 83 Kühe und 120 Schaafe besitzen. Bei dem Dorfe sind gute Thonlager. Es gehört schrifts. zum Rittergute Döben, und ist nach Döben eingepfarrt.“
1838 entstand am östlichen Muldenufer eine Papiermühle, die u. a. Notenpapier fertigte. Daraus entstand nach einem Brand 1862 eine Papierfabrik, die ihre Produktion auf die Herstellung von Druck- und Spezialpapieren ausrichtete. Zur Energieversorgung der Fabrik ließ man ein 3 Meter hohes Wehr errichten. Das Golzerner Wehr ist mit 198 Metern das breiteste in Sachsen.
1847 ließ der Schlossermeister Hartmann nahe der Papierfabrik eine Nagelfabrik errichten, wandelte diese jedoch bereits kurze Zeit später in eine Eisengießerei und Maschinenfabrik um. Hier wurden vorwiegend eiserne Öfen und landwirtschaftliche Maschinen gefertigt. Angeregt durch die benachbarte Papierfabrik spezialisierte sich das Werk anschließend auf die Herstellung von Maschinen für die Zellstoff- und Papierherstellung. Die Produktion wurde später nach Grimma verlagert und der Standort 1913 schließlich aufgegeben.
Am 1. Juli 1877 erhielt Golzern mit der Eröffnung der gleichnamigen Station Eisenbahnanschluss an der Strecke Glauchau–Wurzen, der Personenverkehr wurde am 31. Mai 1969 eingestellt.
1886 wurde eine Schule errichtet, die jedoch 1945, kurz vor Kriegsende, von US-amerikanischen Truppen durch Beschuss zerstört wurde. In den Jahren 1946–1949 wurde sie wiederaufgebaut.
1946 wurde die Papierfabrik enteignet und Volkseigener Betrieb. Infolge der politischen Wende 1990 wurde im gleichen Jahr der Betrieb in der Papierfabrik eingestellt. Bis zu diesem Zeitpunkt wurden hier Druck- und Spezialpapiere hergestellt. Vom 1. September bis zur Schließung am 30. August 1989 befand sich hier auch eine Ausbildungsstätte für Papiermacher. Für den kurzen Zeitraum vom 1. September 1989 bis zum 28. Februar des Folgejahres existierte eine Betriebsakademie des VEB Zellstoff und Papier Heidenau.
1993 wurde die Papierfabrik Golzern GmbH gegründet und die Produktion am Standort wieder aufgenommen. 2012 wurden hier mit 60 Beschäftigten ca. 30.000 Tonnen Format- und Rollenware sowie Verpackungs- und Krepppapiere pro Jahr produziert.
Zum 1. Januar 1995 wurde der Güterverkehr auf dem verbliebenen Abschnitt der Muldentalbahn eingestellt. Die Gleisanlagen wurden später rückgebaut. Im Dezember 2004 erfolgte nach viermonatiger Bauzeit die Verkehrsfreigabe des überwiegend die alte Bahntrasse nutzenden Muldentalbahn-Radwegs zwischen Grimma und Wurzen.
Die an der Mulde gelegene Papierfabrik wurde sowohl beim Hochwasser 2002 als auch beim Junihochwasser 2013 massiv überflutet und beschädigt. Der Standort wurde deshalb im Juli 2013 aufgegeben. Die Fabrik hatte zuletzt einen Jahresumsatz von 8 Millionen € erzielt. Für die Produktion erzeugten zwei Turbinen im Durchschnitt etwa 1400 kW Elektrizität.

## Entwicklung der Einwohnerzahl
| Jahr    | Einwohnerzahl                                       |
| ------- | --------------------------------------------------- |
| 1548/51 | 15 besessene Mann, 2 Häusler, 10 Inwohner, 18 Hufen |
| 1764    | 15 besessene Mann, 6 Häusler, 8 1⁄2 Hufen           |
| 1834    | 195                                                 |
| 1871    | 334                                                 |

| Jahr | Einwohnerzahl |
| ---- | ------------- |
| 1890 | 447           |
| 1910 | 504           |
| 1925 | 477           |
| 1939 | 483           |

| Jahr  | Einwohnerzahl |
| ----- | ------------- |
| 1946  | 551           |
| 19501 | 683           |
| 19641 | 593           |
| 19902 | 752           |

1 mit Deditz

1 mit Deditz und Bahren

## Politik
Am 1. April 1949 wurde Deditz eingemeindet, zum 1. Januar 1969 folgte Bahren.
Am 1. Januar 1994 wurde die Gemeinde Golzern in die Stadt Nerchau eingemeindet. Zum 1. Januar 2011 wurde Nerchau wiederum nach Grimma eingegliedert, womit Golzern seitdem ein Gemeindeteil von Grimma ist.

## Weiteres

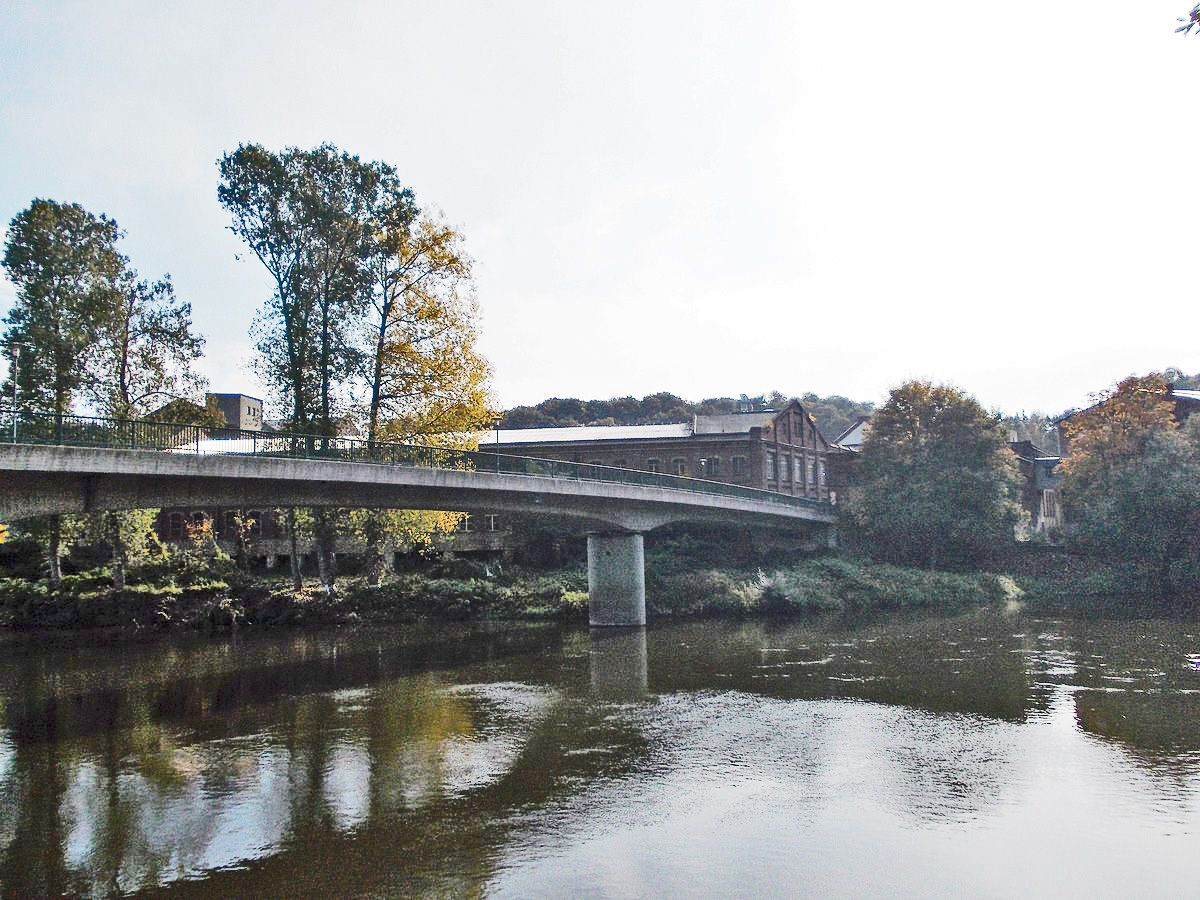
Neue Muldebrücke

Seit 1890 verband eine 112 Meter lange, massive Mulde-Brücke die Orte Golzern und Bahren. Der Fährmann soll dadurch arbeitslos geworden und sich das Leben genommen haben. Der Pförtner der Papierfabrik kassierte bis 1941 für Fußgänger, Ochsen und Esel Brückengeld. Am 17. April 1945 wurde die Brücke durch Soldaten der Wehrmacht gesprengt und kurze Zeit später wiedererrichtet. 1998 wurde sie durch einen Neubau aus Spannbeton ersetzt.
Seit 1909 wird in Golzern der Wasserstand der Mulde gemessen. Bis zur Ablösung durch moderne Technik wurde der Pegelstand täglich von Menschenhand registriert. Heute können die aktuellen Pegelstände online abgerufen werden.